# Stanisław Stanisławowicz Sakowicz
Stanisław Stanisławowicz Sakowicz herbu Korwin (zm. przed 18 stycznia 1601 roku) – sędzia ziemski oszmiański w latach 1565-1599.
Podpisał akt unii lubelskie w 1569 roku.